# Regole di Fieser-Kuhn
Le regole di Fieser-Kuhn sono un set di regole impiegate nella spettroscopia UV-visibile durante l'analisi spettrali di composti contenenti più doppi legami, chiamati polieni.
Furono sviluppate nel 1955 dal chimico statunitense Louis Fieser ed in seguito perfezionate riprendendo alcuni lavori svolti dal biochimico tedesco Richard Kuhn. Il loro scopo è permetterci di prevedere la lunghezza d'onda di massimo assorbimento di un composto nella regione UV-Vis, tenendo conto del contribuito di eventuali sostituenti e delle variazioni dovute ad altri fattori, come la conformazione, l'ingombro sterico ecc...
Queste regole vanno considerate come un'estensione delle regole di Woodward-Fieser. Difatti, queste ultime funzionano bene per i composti carbonilici coniugati, i dieni coniugati. Quando si parla di polieni, tali regole danno valori in accordo con i dati sperimentali soltanto per molecole che presentano un massimo di quattro doppi legami. Dal quinto in poi le deviazioni dai dati empirici diventano troppo significative.
Dal momento che gran parte dei polieni (coniugati e non) si presenta con più di quattro legami (un esempio sono pigmenti naturali come i carotenoidi) si rese necessario sviluppare nuovi metodi di calcolo di λmax.
Queste regole furono poi rivisitate anche da Alastair Ian Scott, docente presso l'Università della Columbia Britannica a Vancouver, nel 1964.

## Utilizzo
Secondo le regole di Fieser-Kuhn per trovare la lunghezza d'onda di massimo assorbimento così come εmax si deve ricorrere alle seguenti formule:
λmax = 114 + 5M + n (48.0 – 1.7 n) – 16.5 Rendo – 10 Reso
In altri testi si trova il valore di 16,6 Rendo ma le differenze di calcolo sono minime.
- λmax: lunghezza d'onda di massimo assorbimento
- M: numero di sostituenti alchilici/residui ciclici legati al sistema coniugato
- n: numero di doppi legami coniugati
- Rendo: numero di anelli con doppi legami endociclici nel sistema coniugato
- Reso: numero di anelli con doppi legami esociclici nel sistema coniugato

εmax = (1.74 x 104) n
- εmax: massimo assorbimento
- n: numero di doppi legami coniugati

Dunque utilizzato le equazioni sopracitate si può ricavare ciò che ci serve ai fini di un'analisi spettrale qualitativa.

## Esempi

### β-carotene
È il precursore della Vitamina A ed è costituito da tante unità isopreniche. I valori sperimentali di λmax si aggirano sui 452 nm, mentre quelli di εmax intorno a 15.2 x 104. Vediamo di calcolare i valori.
| Valore di base | 114 nm |
| M              | 10     |
| n              | 11     |
| Rendo          | 2      |
| Reso           | 0      |

λmax = 114 + 5 (10) + 11 (48.0-1.7(11)) – 16.5 (2) – 10 (0) = 114 + 50 + 11 (29.3) – 33 – 0 = 114 + 50 + 322.3 – 33 = 453.30 nm (valore sperimentale = 452 nm).
εmax = (1.74 x 104) 11 = 19.14 x 104 (valore sperimentale 15.2 x 104).

### Licopene
Un altro carotenoide per spiegare l'applicazione delle regole di Fieser-Kuhn.

### Approfondimenti
- (DE) Louis Frederick Fieser, Mary Fieser e Hans R Hensel, Lehrbuch der organischen Chemie, Verlag Chemie, 1960.
- Cinzia Chiappe e Felicia D'Andrea, Tecniche spettroscopiche e identificazione di composti organici, Pisa, Edizioni ETS, 2009.
- P.S. Kalsi, Spectroscopy of Organic Compounds, 6ª ed., Nuova Delhi, New Age International Publishers, 2004.
- Manfred Hasse, Herbert Meier e Bernd Zeeh, Metodi spettroscopici in chimica organica, 2ª ed., Edises, 11 marzo 2010, ISBN 9788879596626.
- A. I. Scott, Interpretation of the Ultraviolet Spectra of Natural Products: International Series of Monographs on Organic Chemistry, Elsevier, 22 ottobre 2013, ISBN 9781483137209., versione ebook della pubblicazione originale del 1964.
- Dudley H. Williams e Ian Fleming, Spectroscopic Methods in Organic Chemistry, McGraw-Hill, 2008, ISBN 9780077118129.